# HK Drott Halmstad
HK Drott Halmstad (før 2008 HK Drott) er en håndboldklub fra Halmstad, Sverige. Klubben er blevet svensk mester 11 gange (1975, 1978, 1979, 1984, 1988, 1990, 1991, 1994, 1999, 2002 og 2013). Klubben spiller sine kampe i Halmstad Arena. 